# Robert Burns Woodward
Robert Burns Woodward (1917-1979) là nhà hóa hoc người Mỹ. Ông giành Giải Nobel Hóa học năm 1965 nhờ những nghiên cứu về tổng hợp các chất hữu cơ. Woodward đã tổng hợp đương rất nhiều chất khác nhau như cholesterol, vitamin B12. Ông là đồng tác giả với Roald Hoffmann của tác phẩm Sự bảo toàn tính đối xứng của orbitan. Ngoài ra, cả hai nhà khoa học Mỹ này đã phát triển các quy tắc để giải thích các cơ chế phản ứng (quy tắc Woodward-Hoffmann).